# Джоанс, Тед
Теодо́р «Тед» Джо́анс (англ. Theodore «Ted» Joans; 4 июля 1928 — 25 апреля 2003) — американский трубач, джазовый поэт и художник.

## Биография
Джоанс родился в Кейро (Иллинойс). Его отец был музыкантом и работал на речных судах на Миссисипи. Он привил сыну серьёзное отношение к труду и любовь к джазу.

Говорят, что он дал 12-летнему Теду трубу и оставил его в Мемфисе со словами «ОК, сын, зарабатывай на жизнь», — рассказывал Джеральд Никосиа, друг Джоанса на протяжении 40 лет.— 
Джоанс посчитал, что у него недостаточно таланта для того, чтобы стать великим музыкантом, и решил заниматься живописью. Он окончил факультет изобразительных искусств в университете Индианы, после чего переехал в Нью-Йорк. Там он тесно общался с писателями бит-поколения в Гринвич-Виллидж и Сан-Франциско. Он был современником и другом Джека Керуака и Аллена Гинсберга.
В 1960-х Джоанс переехал в Париж и жил там до начала 1990-х, проводя лето в Европе и зиму в Томбукту. Он умер в Ванкувере (Канада) от осложнений, вызванных диабетом.
У него было десять детей. Он назвал одну из своих дочерей, Далин, в честь Сальвадора Дали.

## Творчество
«Джаз — это моя религия, а сюрреализм — моя точка зрения», — говорил Джоанс. Андре Бретон считал Джоанса единственным афроамериканским сюрреалистом, которого он встречал. В стиле исполнения и в стихотворениях Джоанса есть влияние Лэнгстона Хьюза, которого он считал свои духовным отцом. В его самой известной поэме «Правда»/«The Truth» он предостерегает читателя не бояться поэтов, поскольку они говорят правду; они являются пророками, ясновидящими и проповедниками. Джоанс так же знает о том, что говорить правду — опасное занятие: он называет один из циклов стихов «ручные гранаты»/«hand grenades», поскольку их предназначением было «взорвать врага и отсталость». В то время как тематика его произведений варьируется от любви, нищеты и Африки до блюза и денег, все его творчество, как его жизнь, было неослабевающим протестом.
В 1968 Джоанс опубликовал свою почти забытую статью «Черный цветок» — сюрреалистический манифест, который заключал в себе мечту о движении темнокожих людей в США, борющихся с американским империализмом изнутри с помощью поэтических образов в качестве оружия, о «черных цветах», прорастающих по всей земле. В то время как некоторые поэмы взрываются как бомбы, воздействие других не так ощутимо. Его образы богаты юмором, радостью и чувственностью, все это очевидно в таких работах как «Flying Rats of Paris» или наполненным чёрным юмором произведением «Deadnik».
Отличительной особенностью его художественных работ является музыкальный язык, тесно связанный с блюзом и лучшим авангардистским джазом. Помимо этого на Джоанса оказали влияние художники и писатели-сюрреалисты. Картина Джоанса «Птица живёт»/«Bird Lives» находится в Музее де Янг в Сан-Франциско. Он также был создателем легенды граффити «Bird Lives» в Нью-Йорке после смерти «Птицы» (англ. «Bird») Чарли Паркера в марте 1955.

## Опубликованные произведения
- Funky Jazz Poems (1959) Rhino Review, New York.
- Beat Poems (1959)
- All of T.J. and No More (1959)
- The Truth (1960)
- The Hipsters (1961)
- A Black Pow-Wow Of Jazz Poems (1969)
- Afrodisia (1970)
- Razzle Dazzle (1984)
- Teducation (1999)
- Our Thang (2001)